# Christoph Binkert
Christoph Binkert ist ein Schweizer Radiologe und Titularprofessor. Er ist bekannt für seine Expertise auf dem Gebiet der interventionellen Radiologie. Seine Kernkompetenzen sind arterielle und venöse Interventionen, Embolotherapie von Gelenken, Uterus und Prostata sowie die lokoregionäre Tumortherapie. Zusammen mit dem Medizinisch-Radiologischen Institut (MRI) in Zürich gründete er die erste private interventionell radiologische Tagesklinik in der Schweiz.

## Werdegang
Christoph Binkert absolvierte seine Ausbildung zum Facharzt für Radiologie am Kantonsspital Winterthur (KSW) sowie am Universitätsspital Zürich und im Balgrist. 1994 bis 1996 war er Assistenzarzt am Kantonsspital Winterthur (Schweiz) unter Professor Zollikofer und führte 1997 seine Ausbildung bei Professor Valavanis in der Neuroradiologie am Universitätsspital Zürich fort. Anschliessend verbrachte er ein Jahr in der vaskulären Medizin bei Professor Koppensteiner am Universitätsspital Zürich. 1999 ging Binkert an das Universitätsspital Balgrist. Dort war er als Assistenzarzt und anschliessend als Assistant Professor unter Professor Hodler tätig.
2000 ging Binkert in die USA und absolvierte bis 2002 ein Fellowship in Interventioneller Radiologie an der Oregon Health & Science University bei Professor Keller. Dort wurde er 2002 zum Instructor of Radiology ernannt. Anschliessend war er von 2002 bis 2007 an der medizinischen Fakultät der Harvard University (Harvard Medical School, Brigham and Women’s Hospital, Boston/USA) tätig. Dort wurde er 2003 zum Assistant Professor of Radiology berufen. Ab dem Jahr 2006 war er Associate Professor und Associate Director of Interventional Radiology an der Harvard Medical School, Brigham and Women’s Hospital, Boston/USA.
Im Jahr 2007 ging er zurück ans KSW in der Schweiz. Dort übernahm er die Leitung der Klinik für Radiologie und Nuklearmedizin als Chefarzt. Diese Position hielt er bis 2024. In dieser Zeit habilitierte er sich 2009 und wurde im Jahr 2010 zum Titularprofessor ernannt.
Seit 1. März 2024 ist Christoph Binkert am Medizinisch-Radiologischen Institut (MRI) in Zürich tätig. Er verantwortet den Bereich der Interventionellen Radiologie und hat die erste private interventionell-radiologische Tagesklinik in der Schweiz aufgebaut.

## Patente
Bereits erteilte Patente durch das United States Patent and Trademark Office (USPTO):
- Computer-based methods and structures for stent-graft selection, 2003
- Graphic user interface for a stent-graft planning process, 2003

## Mitgliedschaften (Auswahl)
- Radiological Society of North America (RSNA)
- Scientific Programme Committee CIRSE
- Schweizerische Gesellschaft für Radiologie (SGR-SSR)
- Society of Interventional Radiology (SIR)
- New England Society of Interventional Radiology (NESIR)
- European Society of Radiology (ESR)

## Publikationen (Auswahl)
Original Research (peer reviewed)
- mit Res Jost, Albert Steiner, Christoph L. Zollikofer: Benign and malignant stenoses of the stomach and duodenum: treatment with self-expanding metallic endoprostheses. In: Radiology. 1996, 199, S. 335–338.
- mit Hans Peter Ledermann, Res Jost, Peter Saurenman, Marco Decurtins, Christoph L. Zollikofer: Acute colonic obstruction: clinical aspects and cost-effectiveness of preoperative and palliative treatment with self-expanding metallic stents. A preliminary report. In: Radiology. 1998, 206, S. 199–204.
- mit Eric Schoch, Gerd Stuckmann, Jon Largiadèr, Pius Wigger, Wolfdietrich Schoepke, Christoph L. Zollikofer: Treatment of pelvic venous spur (May-Thurner syndrome) with self-expanding metallic endoprostheses. In: CardioVascular and Interventional Radiology. 1998, 21(1), S. 22–26.
- mit Spyros S. Kollias, Aaron S. Ruesch, Antonios Valavanis: Contrast-enhanced MR angiography of the supra-aortic vessels in 24 seconds. A feasibility study. In: Neuroradiology. 1999, 41(6), S. 391–400.
- mit Ulrich Hoffmann, Daniel A. Leung, Hans Georg Matter, Michaela Schmidt, Jörg F. Debatin: Characterization of renal artery stenoses based on magnetic resonance renal flow and volume measurements. In: Kidney International. 1999, 56(5), S. 1846–1854.
- mit Spyros S. Kollias, Antonios Valavanis: Spinal cord vascular disease: characterization with fast three-dimensional contrast-enhanced MR angiography. In: American Journal of Neuroradiology. 1999, 20(10), S. 1785–1793.